# Bansho Shirabesho

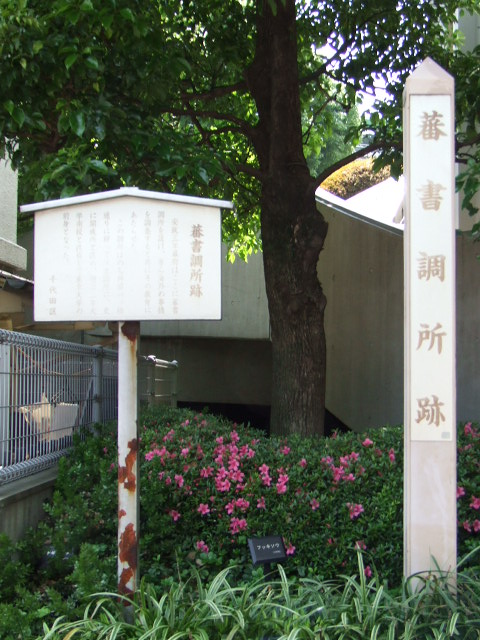
Un panneau et une balise indiquant le site de l'institut.

Le Bansho Shirabesho (蕃書調所), ou « Institut pour l'étude des livres étrangers », était l'institut japonais chargé de la traduction et de l'étude des livres étrangers et des publications vers la fin de l'époque Edo.

## Historique
Fondé en 1857, le Bansho Shirabesho fonctionnait comme une sorte de bureau du Shogunat Tokugawa. Il fut renommé Yōsho shirabesho (洋書調所) (Institut pour l'étude des livres occidentaux) en 1862, et Kaiseijo (開成所) en 1863. Après la guerre de Boshin, il a été de nouveau renommé, et est devenu le Kaisei gakkō (開成学校)?). L'institut fait partie des organismes qui ont fusionné pour former l'université de Tokyo.

## Sources
- (en) Cet article est partiellement ou en totalité issu de l’article de Wikipédia en anglais intitulé « Bansho Shirabesho » (voir la liste des auteurs).